# Stadio a reazione
Nello turbomacchine si indicano stadi a reazione quelli in cui il rotore non sfrutta solamente l'energia cinetica in uscita dall'organo statorico, ma anche le sue forze di pressione.
Questo fa sì che l'espansione dovuta ad aumento di velocità del fluido non si esaurisca nello statore ma continui anche nel rotore, il risultato è una migliore aderenza alla palettatura che si traduce in minori perdite per attrito e quindi migliore efficienza della macchina.
In genere gli stadi a reazione presentano delle geometrie più complesse rispetto agli stadi ad azione dovendo essere progettati per sfruttare la pressione del fluido e quindi le forze di drag dovute ad esso.
Le macchine operatrici ed in particolare i turbocompressori sono per la maggiore composti da organi a reazione.